# オートザイルバーン・ブラチスラヴァ
オートザイルバーン・ブラチスラヴァ（独: Autoseilbahn Bratislava、スロバキア語: Autolanovka Bratislava）とは、フォルクスワーゲン ブラチスラヴァ工場内にある自動車運搬用の貨物索道。オーストリアのドッペルマイヤー・ガラベンタ・グループによって、製造した自動車を工場から試験場まで輸送するため建設された。全長は450mで工場敷地内の鉄道を横切っており、工場で生産されたトゥアレグとポロの運搬に使用されている。建設に6ヶ月を費やし、2003年に稼働を開始した。2017年までに運搬された自動車は300万台を超える。 
この貨物索道はフニテルを採用し、高さ15mの支柱を8つ持つ。2.8m/s（約10km/h）の速度で、毎時67台の車両を輸送可能。工場と同様、この索道も24時間運転用に設計されている。フォルクスワーゲンとの合意にある98.5％の可用性を保証できるように、電動機や変速機などの重要部品は冗長化されている。 